# Bathycolpodes torniflorata
Bathycolpodes torniflorata là một loài bướm đêm trong họ Geometridae.